# Lepidasthenia mossambica
Lepidasthenia mossambica  (лат.) — вид морских многощетинковых червей семейства Polynoidae из отряда Phyllodocida.

## Распространение
Индийский океан: Мозамбик и Красное море. Тихий океан: побережье Вьетнама. Lepidasthenia mossambica встречается на глубинах — от 31 до 63 м.

## Описание
Ширина тела около 1,7 мм (без параподий). Глаза крупные. Пальпы длинные. Все элитры примерно одинакового размера, полупрозрачные, светлые, гладкие, несут пигментную полосу. Циррофоры и элитрофоры короткие. Нотоподия недоразвитая. Головная лопасть с тремя щупальцами (одно медиальное и два латеральных). Простомиум разделён медиальным желобком на две части. Параподии двуветвистые. Все щетинки (сеты) простые
.